# Пазлауга
Пазлауга (на латвийски: Pazlauga) е село в източна Латвия, регион Латгале, район Балви, община Балтинава. Населението на селото през 2007 година е 6 души.